# Ахматуллина, Назира Бадретдиновна
Назира Бадретдиновна Ахматуллина (9 ноября 1930, Степняк — 1 июля 2024) — советский и казахстанский учёный, доктор биологических наук (1985), академик НАН РК (1989). Лауреат Государственной премии Казахстана (1974). Член Международной ассоциации врачей (1999).
В 1954 году окончила Казахский государственный медицинский институт. Работала в Институте микробиологии и вирусологии Академии наук Казахстана. В 1995—2005 годах заведовала отделом мутагенеза Института общей генетики и цитологии МОН РК.
Научная деятельность в области генетики и вирусологии. Результаты её работ докладывались на международных форумах в России, Латвии, Молдавии, Канаде, Швеции, Италии, Испании, Португалии, Австрии, Франции, Китае и других странах.
Умерла 1 июля 2024 года в возрасте 93 лет.

## Сочинения
- Химический мутагенез, Проблемы и перспективы, А.-А.. 1980;
- Мутагены и ко мутагены окружающей среды, А.-А., 1990;
- Отдаленные последствия действия радиации и индуцированная нестабильность генома, 2003.

## Литература

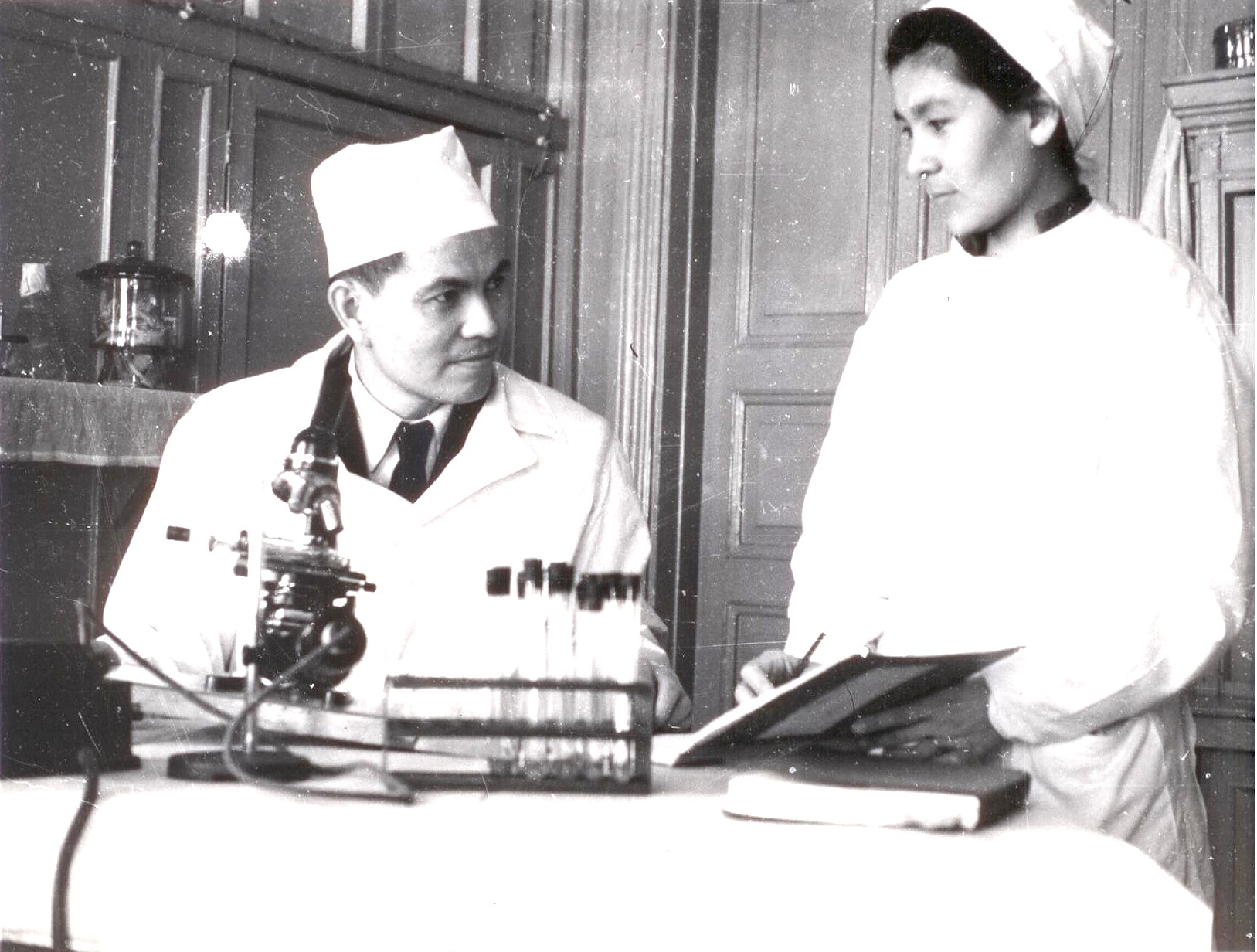
Назира Ахматуллина и её научный руководитель, Хамза Жуматович Жуматов